# Camp David

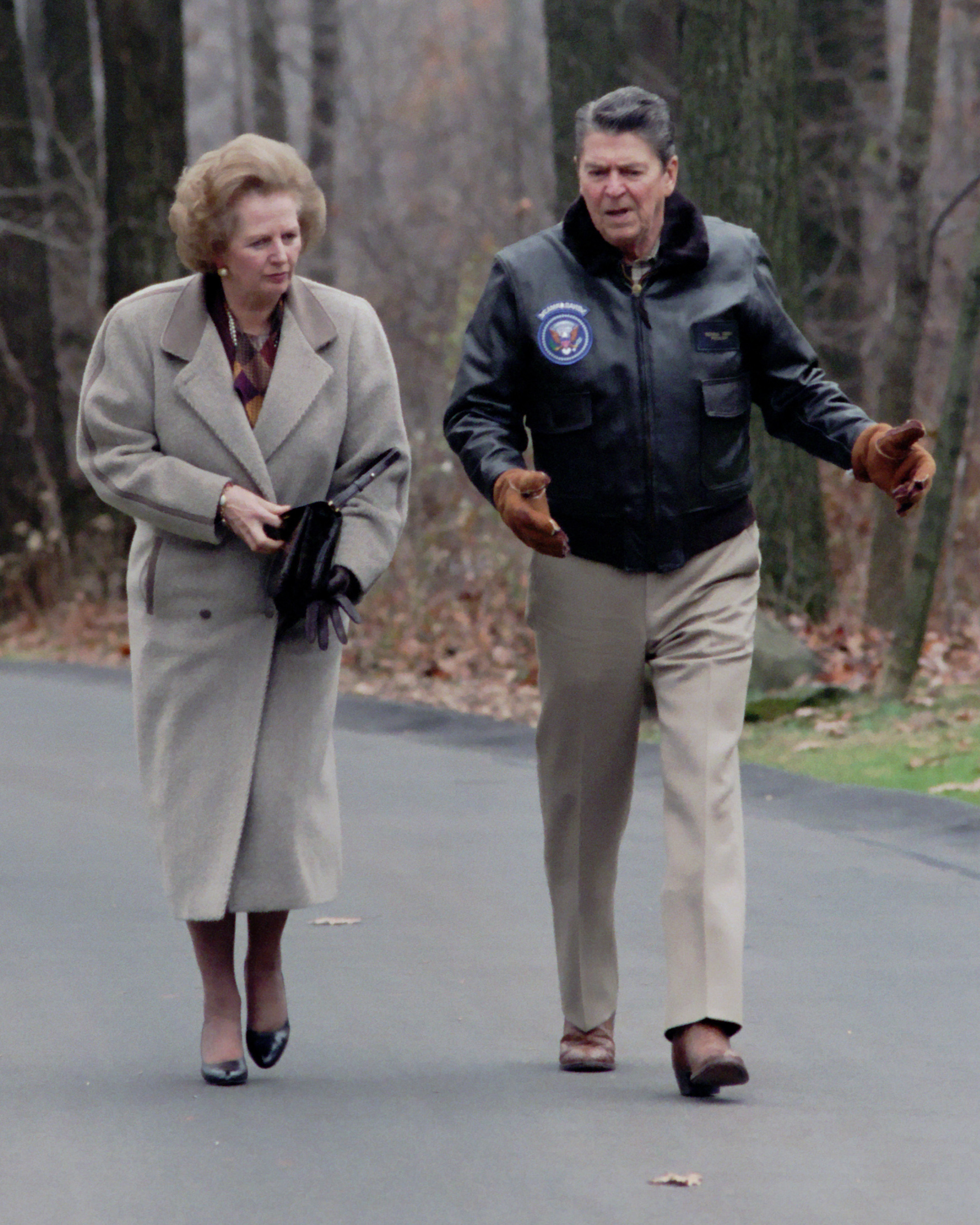
Prezydent USA Ronald Reagan z premier Wielkiej Brytanii Margaret Thatcher w Camp David w 1986 roku

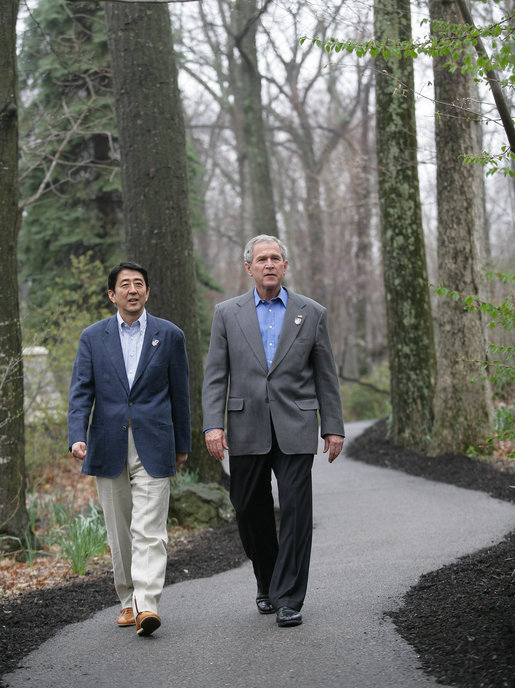
Prezydent USA George W. Bush z premierem Japonii Shinzō Abe w Camp David w 2007 roku

Camp David (ang. Naval Support Facility Thurmont) – wiejski ośrodek wypoczynkowy rządu USA, znana rezydencja prezydenta Stanów Zjednoczonych. Camp David zlokalizowany jest na terenie parku góry Catoctin, w hrabstwie Frederick, w stanie Maryland, około 100 km na północ od Waszyngtonu.

## Historia ośrodka
Camp David położony jest na terenach, które rząd federalny nabył w 1936 roku z przeznaczeniem na stworzenie ośrodków wypoczynkowych dla pracowników federalnych z pobliskiego Waszyngtonu. W następnych latach wybudowano tam między innymi ośrodek Camp Misty Mount dla dzieci niepełnosprawnych. W 1938 roku wybudowano kolejny ośrodek Camp Greentop, ponieważ Camp Misty Mount był niedostępny dla niepełnosprawnych na wózkach inwalidzkich. Trzeci ośrodek, Camp Hi-Catoctin, został ukończony na przełomie 1938 i 1939 roku.
Ówczesny prezydent USA Franklin Delano Roosevelt był przyzwyczajony do spędzania upalnych letnich dni oraz weekendów na pokładzie jachtu prezydenckiego „Potomac”. Odpowiadająca za jego bezpieczeństwo służba specjalna United States Secret Service była zaniepokojona tym faktem, ponieważ w wodach Atlantyku istniało niebezpieczeństwo ataku przez niemieckie U-Booty. Ze względu na to zagrożenie i chorobę zatok nosowych, na którą cierpiał Roosevelt, szukano nowego ośrodka w chłodniejszym górskim klimacie, nie dalej niż 150 kilometrów od Waszyngtonu. Rozważano kilka lokalizacji, wybór ostatecznie padł jednak na Camp Hi-Catoctin po pierwszej wizycie Roosevelta 22 kwietnia 1942 roku. Za taką lokalizacją przemawiało suche i chłodniejsze o 5 stopni Celsjusza powietrze, a także fakt, że ośrodek był już wybudowany. Roosevelt nazwał nowy ośrodek Shangri-la. Ta nazwa ośrodka pochodziła od fikcyjnej krainy wiecznej szczęśliwości wymyślonej przez pisarza Jamesa Hiltona i opisanej przez niego w powieści Zaginiony horyzont w 1933 roku.
Po II wojnie światowej istniały plany, aby ośrodek przekształcić w narodowy pomnik USA lub przekazać stanowi Maryland w celu utworzenia parku stanowego. W 1952 roku prezydent USA Harry Truman zaproponował kompromis, zgodnie z którym utworzono park stanowy Cunningham Falls, zachowując jednocześnie funkcjonalny prezydencki ośrodek wypoczynkowy w parku góry Catoctin. Następny prezydent USA, Dwight Eisenhower, zmienił nazwę ośrodka na „Camp David”. Nazwa ta pochodzi od imienia wnuka prezydenta Eisenhowera.

## Polityczne znaczenie ośrodka
Na terenie ośrodka miało miejsce wiele formalnych i nieformalnych dyskusji pomiędzy prezydentami USA i innymi przywódcami światowymi. 17 września 1978 roku (po trzynastodniowych negocjacjach) podpisano tam, w obecności ówczesnego prezydenta USA Jimmy’ego Cartera, wynegocjowany przy pomocy USA, traktat pokojowy między Izraelem reprezentowanym przez Menachema Begina i Egiptem, który reprezentował prezydent Anwar Sadat. Był to pierwszy traktat pokojowy wynegocjowany pomiędzy państwem arabskim a Izraelem. Egipt wyłamał się tym samym z niepisanej umowy obowiązującej od I wojny arabsko-izraelskiej z lat 1948-1949, a dotyczącej nieuznawania państwa Izrael i odmawiania mu prawa do istnienia na ziemiach historycznej prowincji Imperium Osmańskiego – Palestyny. Podpisany pokój rozstrzygał wszystkie kwestie sporne pomiędzy Izraelem a Egiptem narosłe od czasu pierwszej wojny arabsko-izraelskiej, a dotyczył głównie trwałego rozwiązania konfliktu między obu państwami, który na dobre rozpoczął się wraz z wojną o kanał sueski z 1956 r., po czym nasilił się wraz z wojną sześciodniową z 1967 r. i wojną Jom Kipur z 1973 r. Traktat pokojowy rozstrzygał status przynależności państwowej półwyspu Synaj do Egiptu oraz gwarantował dostęp statków izraelskich do żeglugi na kanale sueskim.
Egipt tym samym stał się pierwszym krajem arabskim, który formalnie uznał państwo Izrael. W roku 2000 na terenie ośrodka miały miejsce negocjacje pokojowe pomiędzy premierem Izraela Ehudem Barakiem i przywódcą palestyńskim Jaserem Arafatem, wspierane przez prezydenta USA Billa Clintona.